# ベイリー弘恵
ベイリー弘恵（Bailey Hiroe、1967年2月24日 - ）は、ニューヨーク在住のライターである。

## 来歴
1967年2月24日、福岡県北九州市で生まれる。小学校の頃から物語を書くのが好きで、小説を書いて友達に読ませたりしていた。門司高校に進学し、まだコミュケなどがあまりメジャーじゃなかった時代に、漫画の上手な友人と3人で黒本を学内で刊行。口コミで広がり、多くの学生たちに読まれていた。内容は、現在のレディースコミックやゲイコミックに通じるものであった。
1996年、日本では既に結婚していたが、どうしても3ヶ月だけ大学時代からあこがれていたニューヨークに住んでみたいと、たった30万円程度の貯金を持って渡米。イーストビレッジで日本人の男性とルームシェアをしてい暮らすこととなった。バーテンダースクールや日系のレストランにてアルバイトをしながら、食いつないだ。3ヵ月後に日本へ戻るが、離婚。ふたたびニューヨークへ舞い戻る。その後も、ビザ免除（ビザウェーバー・パイロット・プログラム）で滞在出来る90日間を超えないよう日本とアメリカを行き来した。
日系の会社へ面接をはじめる。日本人が社長の輸出入関係の会社に就職し、ビザをとって働き始めるが、不運にも入社3ヵ月後に同社が倒産。職を失い、再び面接を繰り返す。
1997年に、旧：住商コンピューターUSAに就職。趣味ではじめたホームページ「ハーレム日記」が人気となる。
NYローカル新聞デイリーニュースの記事にも取り上げられ記載された。
日系コンピューター会社にてプログラマーとして永住権を取得。現在、ジャマイカンアメリカンの夫と長男、双子の女の子の母でもある。
日本のファッション誌やパソコン誌、ラジオなどにNY情報を提供し活躍。現在は長男と双子の女の子を育てながらNY日系新聞のライターを続けている。
（NY Daily Newsから引用）
Bailey, who runs a Japanese-language Web site called Harlem Nikki.
Read more: http://www.nydailynews.com/archives/news/harlem-land-rising-sun-japanese-flocking-uptown-article-1.512617#ixzz30lPvk8KP
“NY Daily Newsに掲載されたベイリー弘恵についての記事。HARLEM, LAND OF THE RISING SUN Japanese are flocking uptown”. 記載　NY Daily News　. (2003年7月13日)
。

## 日本での活躍
NHK BS1の地球アゴラにて、テレビ出演を果たす。そのほかエフエム東京、エフエム小樽などのゲストスピーカーとしてニューヨークから生の情報を発信。